# Lycée Saint-Charles (Saint-Brieuc)
Pour les articles homonymes, voir Lycée Saint-Charles.
Le lycée Saint-Charles, est un établissement d'enseignement secondaire et supérieur privé français situé à Saint-Brieuc.

## Histoire
L'école Saint Charles fut créée en 1849 par l'évêque de Saint-Brieuc et Tréguier d'origine yffiniacaise, Jacques Jean Pierre Le Mée. La devise religioni et patriæ floreant indique nettement le but de l'école : faire des hommes, qui soient de bons chrétiens et de bons Français.
De la part des maîtres il est demandé, sollicitude et dévouement ; de la part des élèves, docilité, amour de l'ordre et du travail, piété, respect de l'autorité, des mœurs et des bienséances.
D'abord située rue Saint Benoît, puis dans l'aile sud du séminaire (actuellement rue du vieux séminaire), c'est l'abbé Victor Rogerie (1810-1868), père de la Congrégation de Sainte-Croix du Mans qui, à partir de 1859 et jusqu'en 1864, entreprendra la construction de l'actuel établissement de la rue Cordière. Le R. P. Rogerie fit appel à M. Meslay, ancien élève de Sainte-Croix, qui s'inspira des plans de l'abbé Jules Collin, maître de chapelle de la cathédrale pour concevoir les plans du futur établissement. Un corps de logis de près de 60 mètres, flanqué de deux ailes de 50 mètres, avec au centre une chapelle de 30 mètres, une sacristie et de part et d'autre deux chapelles latérales, sous la chapelle une crypte.
Le corps principal et l'aile droite furent achevées en 1863. Le 1er mai 1863, les fouilles de la chapelle souterraine commencèrent. Le Père Rogerie, après toute une nuit à écrire une quarantaine de lettres pour obtenir de l'argent (les ressources matérielles faisant défaut), passa à l'étude où travaillaient une quinzaine d'élèves en retenue et les emmena du Séminaire à la rue Cordière, pour l'aider à creuser les fondations de la crypte.

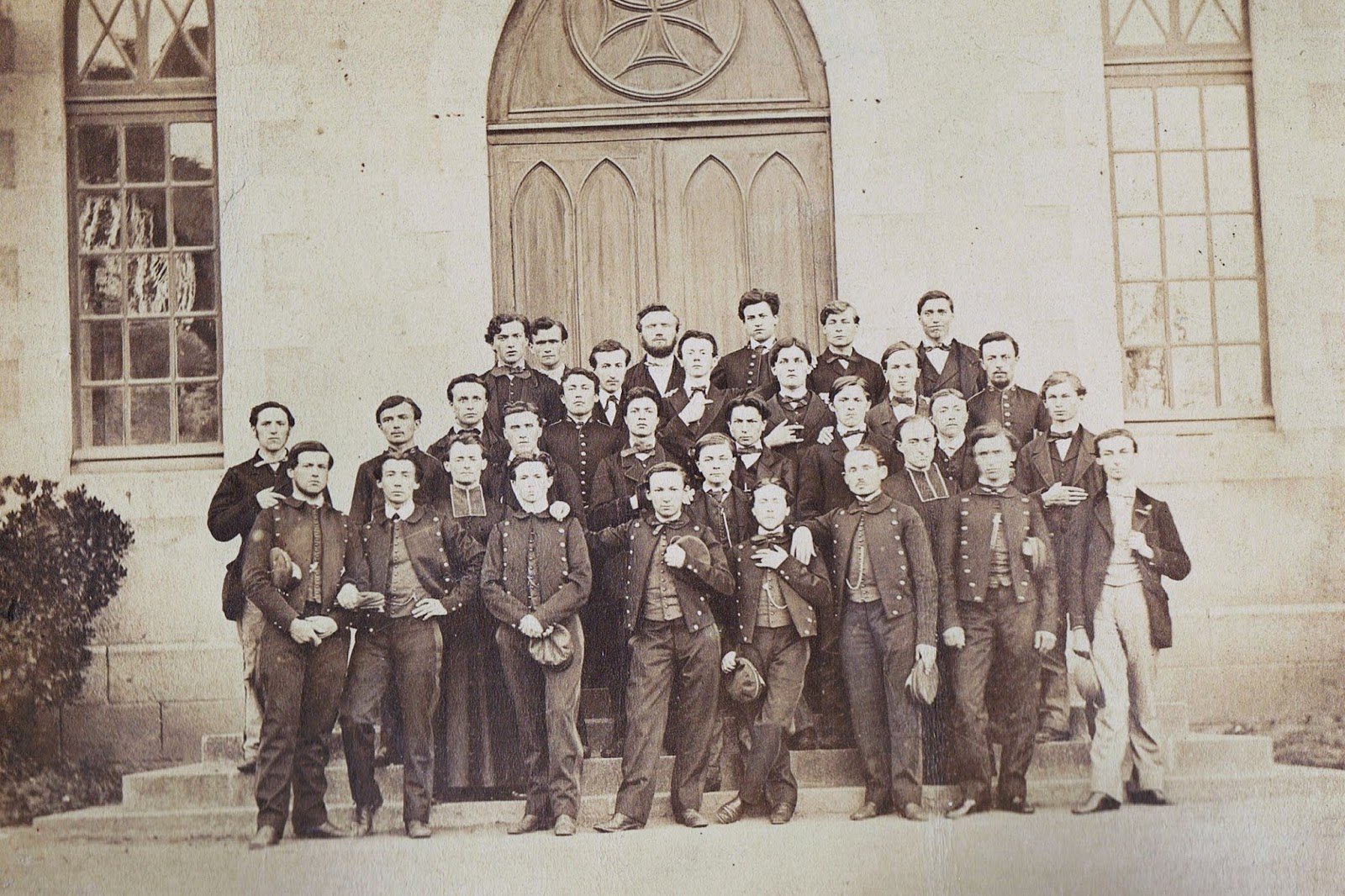
Le futur académicien Louis Duchesne en soutane (quart droit, second rang), au lycée Saint-Charles vers 1867-1871

Après sa mort, en février 1868, le Révérend Père Rogerie fut enterré sous  la crypte, la pierre tombale portant des inscriptions en latin est toujours visible aujourd'hui. De 1869 à 1883 la direction de l'école sera confiée au Tiers-Ordre enseignant de Saint Dominique, pendant cette période seront créées, l'académie d'émulation, la conférence Saint-Yves et la conférence de Saint-Vincent-de-Paul. En 1884, les marianistes prendront la direction l'école ils contribueront à assurer sa renommée. Ils seront remplacés à partir de 1933 par le clergé séculier.
L'école avait des classes préparatoires à la navigation dites Cours de Flotte,  pour préparer au concours d'entrée à l'École Navale. 
L'école est jumelée avec l'école Saint-Thomas de Leipzig, en Allemagne.

## Classement du Lycée
En 2015, le lycée se classe 6e sur 21 au niveau départemental quant à la qualité d'enseignement, et 1024e au niveau national. Le classement s'établit sur trois critères : le taux de réussite au bac, la proportion d'élèves de première qui obtient le baccalauréat en ayant fait les deux dernières années de leur scolarité dans l'établissement, et la valeur ajoutée (calculée à partir de l'origine sociale des élèves, de leur âge et de leurs résultats au diplôme national du brevet).

## Directeurs de Saint-Charles
- 1849 à 1852 l'abbé Michel Menard
- 1852 à 1855 l'abbé René Cocheril
- 1855 à 1867 le Révérend Père Victor Rogerie
- 1867 à 1868 le Révérend Père Villandre
- 1868 à 1869 le Révérend Père Marie-Ange Frelaut-Ducours
- 1869 à 1874 le Révérend Père Edmé Ligonnet
- 1874 à 1877 le Révérend Père Jean-Baptiste Belin
- 1877 à 1882 le Révérend Père Antoine Rousselin
- 1882 à 1883 le Révérend Père Edmé Ligonnet
- 1883 à 1884 le Chanoine Arthur Petit
- 1884 à 1889 le Révérend Père Albert Boehrer
- 1889 à 1896 le Révérend Père Henry Lebon
- 1896 à 1899 le Révérend Père Jean Bonnet
- 1899 à 1901 le Révérend Père Pierre Lebon frère de Henry Lebon
- 1901 à 1903 le Révérend Père François Kieffer
- 1903 à 1919 l'abbé Yves-Marie Bahezre
- 1919 à 1932 le Chanoine Etienne Bernard
- 1932 à 1950 le Chanoine Emile Brouazin
- 1950 à 1959 le Chanoine Ange Le Bourhis
- 1959 à 1961 l'abbé Pierre Clément
- 1961 à 1967 l'abbé Yves Pommelet
- 1967 à 1976 l'abbé Jacques Lair
- 1976 à 1989 Pierre Ecobichon
- 1989 à 1999 Joël Mordellet
- 1999 à 2004 Dominique Audren
- 2004 à 2012 Daniel Le Chevillier
- 2012 à 2020 Mickaël Le Bellego
- 2020 2024 Annie Guégan
- Depuis 2024 Charlotte Rousselet

## Anciens élèves notoires
- Auguste Villiers de l'Isle-Adam (1838-1889), écrivain, poète.
- Louis Duchesne (1843-1922), prêtre catholique, historien de l'église, membre de l'Académie française.
- Émile Ernault (1852-1938), linguiste et écrivain français, chevalier de la Légion d'honneur.
- François Vallée (1860-1949), linguiste, grammairien, spécialiste de la langue bretonne.
- Albert Calmette (1863-1933), médecin et bactériologiste.
- André du Bois de La Villerabel (1864-1938), archevêque.
- Marcel Cachin (1869-1958), homme politique.
- Alfred Lajat (1872-1958), directeur de journal et imprimeur français, personnalité du Mouvement breton.
- Ernest-Bernard Allo (1873-1945), dominicain, théologien catholique, spécialiste d'exégèse du Nouveau Testament et de l'histoire des religions.
- Alfred Ély-Monbet (1879-1915), sculpteur et ébéniste.
- François Jaffrennou (1879-1956), écrivain, imprimeur, barde, chevalier de la Légion d'honneur.
- François Darlan (1881-1942), amiral, homme politique français, ministre de la Marine, chef du Gouvernement de Vichy[3].
- Yves de Boisboissel (1886-1960), général des troupes coloniales françaises.
- Georges Thierry d'Argenlieu (1889-1964), marin, religieux et résistant.
- Gabriel Le Bras (1891-1970), juriste, sociologue des religions et du droit, directeur d'études à l'École pratique des hautes études.
- Thélis Vachon (1893-1918), capitaine chef d'escadrille, as de l'aviation d'observation, mort pour la France.
- André Lemonnier (1896-1963), amiral, chef d'état-major de la Marine de 1943 à 1950.
- Louis-Joseph Lebret (1897-1966), prêtre dominicain, fondateur de l'Association Économie et humanisme en 1941.
- Henri Nomy (1898-1971), pilote de chasse, amiral, résistant, chef d'état-major de la Marine de 1951 à 1960.
- Jean Grenier (1898-1971), philosophe.
- Marin-Marie (1901-1987), pseudonyme de Paul Marin Durand Couppel de Saint-Front, peintre de la Marine.
- Étienne Blandin (1903-1991), historien et peintre de la Marine, élève en 1919.
- Yves-Dominique Mesnard (1909-1987), membre de l'Académie de marine, aumônier de la Marine nationale, créateur des associations Jeunesse et Marine et Cap vrai.
- Yann Fouéré (1910-2011), haut fonctionnaire et militant nationaliste breton.
- Roger Flouriot (1911-1992), écrivain catholique.
- Pierre Chateau-Jobert (1912-2005), officier supérieur de l'Armée française.
- Jacques Le Bel de Penguilly (1919-2012), résistant, personnalité de la France libre.
- Charles Salmon (1925-1929), professeur de médecine.
- Éric Tabarly (1931-1998), navigateur.
- Jean-Loup Chrétien (né en 1938), spationaute.
- Serge Paugam (né en 1960), sociologue.
- Éric Blahic (1965-), entraîneur de l'En Avant de Guingamp.
- Thomas Coville (1968), navigateur.
- Alexandre Calvez (1994-), vidéaste web.

## Anciens professeurs notoires
- Louis Duchesne (1843-1922), membre de l'Académie française.
- Émile Daubé (1885-1961), professeur de dessin à partir de 1911 jusqu'en 1958
- Hyacinthe-Marie Houard (1927-2012), prêtre,  il enseignait dans le collège et assurait également la discipline et la surveillance de l’internat[4].